# Shepherd Moons
A Shepherd Moons Enya ír zeneszerző és énekesnő harmadik albuma. 1991-ben jelent meg. 1993-ban elnyerte a legjobb New Age-albumnak járó Grammy-díjat. Az Egyesült Királyságban listavezető lett, az amerikai Billboard 200 albumslágerlistán a 17. helyig jutott. Világszerte 12 millió példányban kelt el.

## Dalok
Minden dal szerzője Enya, dalszövegírója pedig Roma Ryan, kivéve a How Can I Keep from Singing?-et, mely egy régi keresztény dal, illetve a Marble Hallst, mely egy opera áriája.
1. Shepherd Moons – 3:42
2. Caribbean Blue – 3:58
3. How Can I Keep from Singing? – 4:23
4. Ebudæ – 1:54
5. Angeles – 3:57
6. No Holly for Miss Quinn – 2:40
7. Book of Days – 2:32
8. Evacuee – 3:50
9. Lothlórien – 2:08
10. Marble Halls – 3:53
11. Afer Ventus – 4:05
12. Smaointe… – 6:07

A Book of Days az album első kiadásain ír nyelvű szöveggel szerepelt, a későbbiekre az angol nyelvű változat került fel, amely a Far and Away című filmhez készült.

## Kislemezek
- Caribbean Blue (1991)
- How Can I Keep from Singing? (1991)
- Book of Days (1992)
- Marble Halls (1994)

## Közreműködők
- Enya – ütőhangszerek, billentyűs hangszerek, vokálok
- Andy Duncan – ütőhangszerek
- Roy Jewitt – klarinét
- Nicky Ryan – ütőhangszerek

- Producer: Nicky Ryan
- Executive Producer: Rob Dickins
- Mérnök: Gregg Jackman, Nicky Ryan
- Segédmérnök: Robin Barclay
- Keverés: Gregg Jackman, Nicky Ryan
- Átdolgozás: Enya, Nicky Ryan
- Borítófotó: David Scheinmann
- Ruha: The New Renaissance

## Helyezések és minősítések
| Ország                                | Legfelső helyezés | Minősítés    | Eladott példányszám        |
| ------------------------------------- | ----------------- | ------------ | -------------------------- |
| Ausztrália                            |                   | 3× platina   | 210 000                    |
| Ausztria                              | 31                |              |                            |
| Brazília                              |                   | Platina      | 250 000+                   |
| Egyesült Államok (Billboard 200)      | 17                | 5× platina   | 5 600 000+ (238 hét alatt) |
| Egyesült Államok (Top New Age Albums) | 1                 | lásd fentebb | lásd fentebb               |
| Egyesült Királyság                    | 1                 | 4× platina   | 1 200 000+                 |
| Franciaország                         |                   | Arany        |                            |
| Hollandia                             |                   | 2× platina   | 160 000+                   |
| Kanada                                |                   | 3× platina   | 300 000+                   |
| Németország                           |                   | Arany        |                            |
| Norvégia                              | 2                 |              |                            |
| Spanyolország                         | 2                 | 4× platina   |                            |
| Svájc                                 | 13                | Arany        | 25 000+                    |
| Svédország                            | 5                 |              |                            |
| Új-Zéland                             | 39                |              |                            |